# Michele Prisco
Michele Prisco (Torre Annunziata, 4 gennaio 1920 – Napoli, 19 novembre 2003) è stato uno scrittore e giornalista italiano.

## Biografia

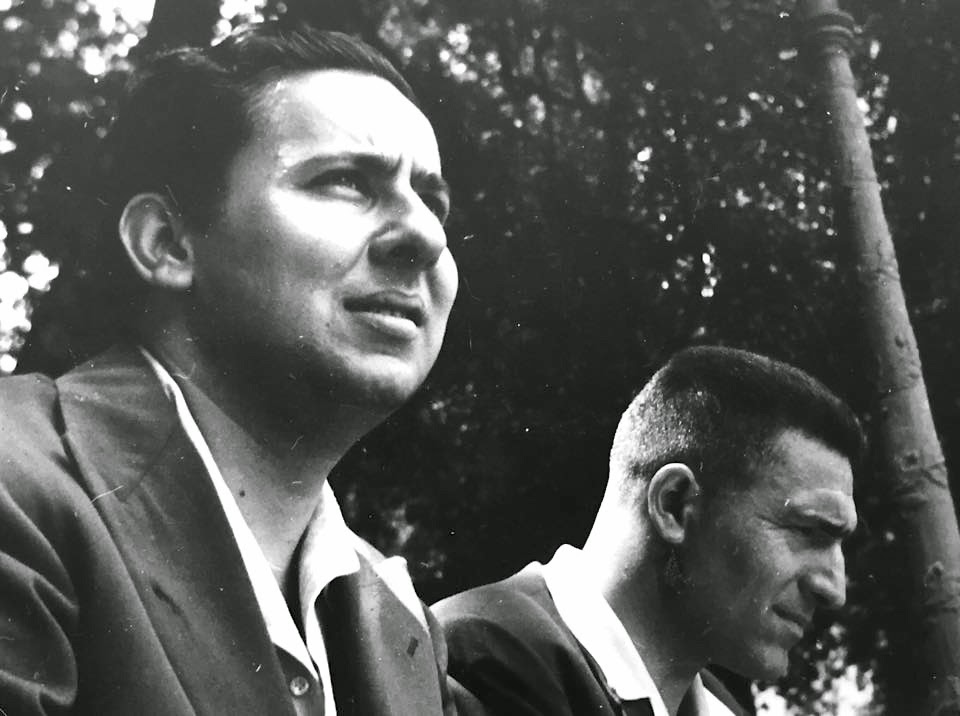
Michele Prisco e il pittore Enrico Accatino, 1947

Nato e cresciuto a Torre Annunziata da Salvatore (avvocato civilista) e Anna, “una vecchia famiglia di notai, di avvocati, di procuratori del re... un tempo”, come dichiarava lui stesso in un ambiente borghese che poi costituirà lo sfondo dei suoi libri. Trascorse l’infanzia tra il quartiere noto come La Polveriera, a causa del vicino spolettificio, e Trecase, una borgata alle pendici del Vesuvio dove la famiglia possedeva una casa di campagna e dove era solita recarsi in estate. Si laurea in Giurisprudenza e supera anche gli esami di procuratore legale, ma alla carriera di avvocato preferisce quella di giornalista e scrittore.
Nel 1942 viene pubblicato sul mensile del Corriere della Sera, La Lettura, il suo primo racconto, Gli alianti. Prima di partire militare collabora con la Gazzetta del Popolo di Torino e anche durante i lunghi mesi passati sul fronte prosegue il suo percorso di formazione grazie a commilitoni, in seguito divenuti amici di una vita, come gli scrittori Gino Montesanto, Mario Pomilio e il pittore Enrico Accatino.
Alla fine del conflitto riprende l'attività giornalistica collaborando con varie testate, sia quotidiane che periodiche.
Nel 1949 pubblica il suo primo libro, La provincia addormentata, che gli vale la medaglia d'oro per l'opera prima al Premio Strega di quell'anno. 
Nel 1951 si sposa con Sarah Buonomo una violinista, dalla quale ebbe due figlie Annella (1954) e Caterina (1958), si trasferisce a Napoli, città che ama e in cui vivrà fino alla morte.
Negli anni sessanta è, con Mario Pomilio, Domenico Rea, Luigi Compagnone, Luigi Incoronato, Gian Franco Venè e Leone Pacini Savoj, tra gli animatori della rivista letteraria "Le ragioni narrative" di cui sarà anche direttore. Continuò anche il suo impegno giornalistico come critico cinematografico e letterario e per un decennio ricoprì la carica di vice segretario del Sindacato Nazionale Scrittori.
È stato uno scrittore molto prolifico e apprezzato sia dal pubblico che dalla critica, che ne amò subito lo stile ricco e pastoso. E anche il cinema lo scoprì, con l'adattamento Una spirale di nebbia dell'omonimo romanzo del 1966.
Nei suoi primi libri (La provincia addormentata, Gli eredi del vento e soprattutto Figli difficili) Prisco descrisse la borghesia partenopea, con tutte le sue debolezze e i suoi limiti, fra cui l'incapacità di proporre per Napoli alternative concrete a una situazione di stagnazione sociale e economica che ne impediva lo sviluppo. Successivamente lo scrittore, pur continuando a sviscerare il mondo delle classi medie della sua città, cercherà di inglobare nella sua analisi anche i ceti più popolari, senza però mai introdurre nei suoi romanzi quelle connotazioni macchiettistiche e di folklore che saranno tipiche di gran parte della letteratura napoletana del dopoguerra.
Nel 1968 entrò a far parte della giuria del Premio Teramo per un racconto inedito di cui divenne presidente nel 1993. Dal 1989 al 1993 fu primo presidente della giuria tecnica del Premio Chiara.

### Morte
È morto a Napoli il 19 novembre 2003. È sepolto a Vico Equense accanto alla moglie.
L’anno dopo la sua morte, è stato intitolato a lui un Centro Studi in via Stazio, 8 dal 2004 nella sua casa per iniziativa delle figlie e degli amici.

## Opere (parziale)

### Romanzi e raccolte di racconti
- La provincia addormentata, 1949 (nuova edizione aggiornata Milano, Rizzoli, 1969)
- Gli eredi del vento, Milano, Rizzoli, 1950
- Figli difficili, Milano, Rizzoli, 1954
- Fuochi a mare, Milano, Rizzoli, 1957
- La dama di piazza, Milano, Rizzoli, 1962
- Punto franco, Milano, Rizzoli, 1965
- Una spirale di nebbia, Milano, Rizzoli, 1966
- Inventario della memoria, Milano, Rizzoli, 1970 (versione ampliata del racconto autobiografico già presente in Punto franco)
- I cieli della sera, Milano, Rizzoli, 1970
- Gli ermellini neri, Milano, Rizzoli, 1975
- Il colore del cristallo, Milano, Rizzoli, 1977
- Le parole del silenzio, Milano, Rizzoli, 1981
- Lo specchio cieco, Milano, Rizzoli, 1984
- I giorni della conchiglia, Milano, Rizzoli, 1989
- Terre basse, Milano, Rizzoli, 1992
- Il cuore della vita, Milano, Rizzoli, 1995
- Il pellicano di pietra, Milano, Rizzoli, 1996
- Gli altri, Milano, Rizzoli, 1999
- La pietra bianca. Quattro racconti inediti, Milano, Rizzoli, 2003, a cura di Nando Vitali.

### Traduzioni
- Lo scimmiottino, (Le Sagouin di François Mauriac), con Siepi dorate, Mondadori, 1959

### Saggistica
- Sei autografi manzoniani, Casella, 1974
- Giambattista Basile, E. De Rosa, 1995
- Il romanzo italiano contemporaneo, F. Cesati, 1983
- La porta segreta, SEI, 1986
- Michele Prisco presenta Il monaco nero di Čechov, Laterza, 1995
- Matilde Serao: una napoletana verace, Tascabili Economici Newton, Roma 1995

## Riconoscimenti
- 1949 - Premio Strega, medaglia d'oro per gli esordienti;[7][8]
- 1950 - Premio Venezia per gli inediti;[7]
- 1961 - Premio Crotone
- 1962 - Premio Napoli[9]
- 1966 - Premio Strega[10]
- 1971 - Premio Napoli[9]
- 1977 - Premio Saint Vincent per il giornalismo (Il Mattino di Napoli).[7]
- 1981 - "Premio Mediterraneo";[7]
- 1985 - Premi "Verga", "Hemingway" e "Fiuggi - Una vita per la cultura";[3]
- 1989 - Premio "Sirmione-Catullo" e "Rosone d'Oro Pescara";[7]
- 1991 - Premio Sila,[11] premi "Il Pane-Castiglione del lago";[7] "Frontino-Montefeltro";[12]
- 1992 - Premio letterario Boccaccio[13]
- 1996 - Premio Fregene,[14] - Premio Selezione Campiello[15], - Premio Cimitile[16], Premio Nazionale Rhegium Julii[17]; premi "Viadana", "Gioi Cilento", "Pirandello";[7]
- 1999 - Premio Procida-Isola di Arturo-Elsa Morante,[18] "Premio Penne",[7] Premio Flaiano alla carriera;[19]
- 2001 - Premio Oplonti alla carriera;[3]
- 2002 - Premio Napoli alla carriera;[3]

### Monografie
- Aurelio Benevento, La narrativa di Michele Prisco,  De Luca, 1972;
- Pompeo Giannantonio, Invito alla lettura di Michele Prisco,  Mursia, 1977;
- Giuseppe Amoroso, Michele Prisco, La nuova Italia, 1980;
- Aurelio Benevento, Narrativa e fortuna di Michele Prisco,  Società editrice napoletana, 1983;
- Mario Pomilio, L'itinerario narrativo di Michele Prisco, Centro d'arte e di cultura La scogliera, 1990;
- Carmelo Aliberti, Michele Prisco, Bastogi, 1993;
- (a cura di) Santino G. Bonsera,  Mario Pomilio, Le parole del silenzio di Michele Prisco, con un ricordo di Michele Prisco, Ermes, Potenza 1997; ISBN 88-900215-0-0
- Lorenza Rocco Carbone, Incontro con l'autore Michele Prisco,  Massa, 2000;
- Aurelio Benevento, Michele Prisco: narrativa come testimonianza,  A. Guida, 2001;
- Arnaldo Zambardi, Borghesia e letteratura: analisi semiosociologica dell'immaginario attraverso l'opera narrativa di Michele Prisco,  Bulzoni, 2003;
- Appartenere alle parole. Michele Prisco uomo e scrittore, a cura di Simone Gambacorta, Galaad Edizioni, Giulianova (Teramo), 2017 (con interviste a Luca Desiato, Andrea Di Consoli, Giuseppe Lupo, Annella Prisco, Enzo Verrengia e Diego Zandel e con quattro scritti di Prisco sul suo mestiere di narratore).

### Interventi su quotidiani e riviste letterarie
- Giuseppe De Robertis, Tempo illustrato, 4 giugno 1949.
- Geno Pampaloni, Comunità, settembre 1949.
- Giorgio Petrocchi, Nuova Antologia, gennaio 1950.
- Mario Stefanile, Il Mattino, 5 marzo 1957.
- Carlo Bo, L'Europeo, 10 dicembre 1961.
- Carlo Salinari, Vie Nuove, 12 aprile 1962.
- Claudio Marabini, Il Resto del Carlino, 1º settembre 1965.
- Giacinto Spagnoletti, Il Messaggero, 16 dicembre 1969.
- Enrico Falqui, Il Tempo, 30 ottobre 1970.
- Luigi Baldacci, Epoca, 10 maggio 1961.
- Aldo Borlenghi, L'Approdo letterario, giugno 1972.
- Simone Gambacorta, A proposito di Michele Prisco. Un racconto di avvicinamento, Lottavo.it, 26 febbraio 2018.